# (20741) Jeanmichelreess
(20741) Jeanmichelreess est un astéroïde de la ceinture principale.

## Description
(20741) Jeanmichelreess est un astéroïde de la ceinture principale. Il fut découvert le 7 décembre 1999 à la station Anderson Mesa par le programme LONEOS. Il présente une orbite caractérisée par un demi-grand axe de 3,19 UA, une excentricité de 0,25 et une inclinaison de 12,3° par rapport à l'écliptique.

## Compléments